# 前立腺肥大症
前立腺肥大症（ぜんりつせんひだいしょう、英語: benign prostatic hyperplasia）とは、加齢とともに前立腺の内腺の細胞数が増加し肥大化する疾患である。

## 概要

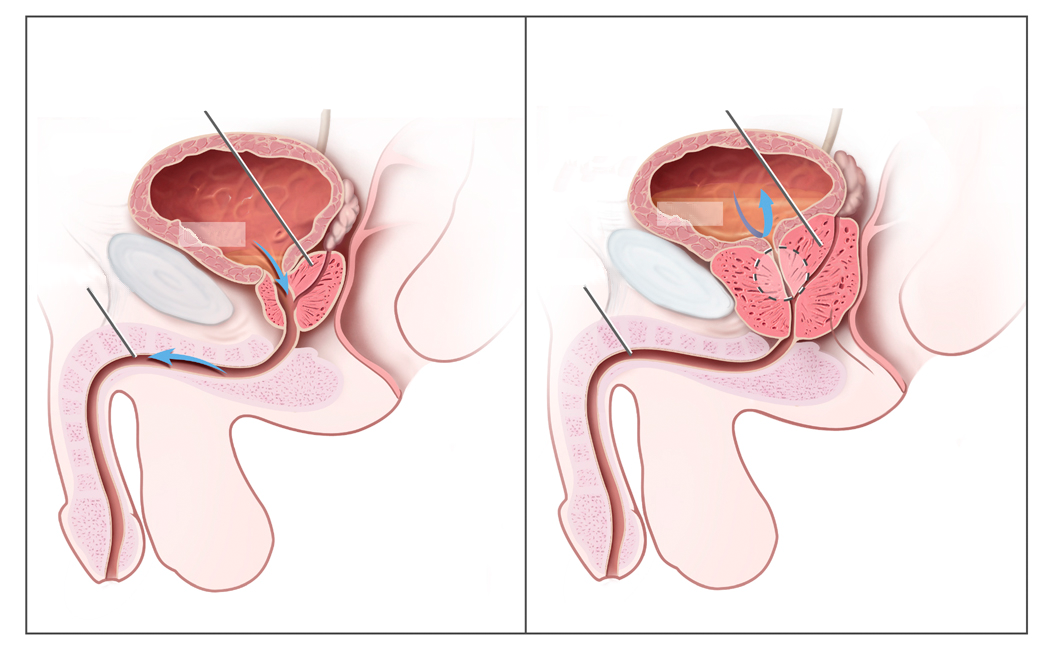
前立腺は尿道を取り囲むように存在する。ここが肥大化(右)すると尿道が狭まり排尿困難に陥り易い。

前立腺は解剖学的に膀胱の下で尿道を取り囲む臓器である。前立腺から分泌される前立腺液は精液の構成成分で、体外に射精された精液中の精子を保護しエネルギーを補充する働きがある。年齢とともに生殖能力の要求値は低下し、前立腺は萎縮と肥大の二者択一となる。昭和30年代ごろの日本人男性は、ほとんどが前立腺は萎縮していた。食生活の変化などにより、現在の日本人男性は80パーセント (%) が80歳までに前立腺肥大症を呈する。罹患率は加齢に比例増加して50歳代で急速に増加する。組織学的な前立腺肥大は30歳頃から始まり、50歳で30%、60歳で60%、70歳で80%、80歳では90%に見られる。前立腺の肥大に排尿症状を伴う治療を要する臨床例は、本症状の1⁄4程度である。

## 原因
加齢、肝硬変、家族歴（遺伝）、高血圧、高血糖、肥満、脂質異常症、メタボリック症候群、喫煙、飲酒、性交渉、など多様な要因が疑義されるが判明していない。
発症は未解明だが、中高年以降に男性ホルモンを含む性ホルモン環境変化に起因すると考えられる。
野菜、穀物、大豆などのイソフラボノイドに発症抑制効果があるとする説もみられる。

## 疫学
人種や地理的要因が有意で、東洋人が低く、次いで白人、黒人の順序で発症頻度が高まる。緑黄色野菜の摂取量に起因するビタミン類、脂質、タンパク質などの過不足と発症率の相関、「社会的環境」や「肉体的特徴」による発症傾向、既往症や合併疾患の関連、血液型、食事内容、などそれぞれに肯定と否定の諸説がある。

## 症状
尿道の狭小化や尿勢の低下により、排尿遅延および排尿中断をもたらす。その結果、下記の症候を示す。
- 頻尿
- 尿意切迫
- 夜間頻尿
- 排尿遅延
- 排尿中断

前立腺肥大症は溢流性尿失禁（奇異性尿失禁）排尿障害による尿漏出の原因疾患でもある。

## 検査
確定診断のためには、排尿障害の程度、前立腺の大きさ、前立腺癌との区別が必要になる。
- 尿検査
- 画像診断（MRIや超音波エコー検査）
  - 断面のサイズとしては、左右径35ミリメートル (mm)、前後径20mm、上下径25mm程度が正常上限とされる。
  - 前立腺容積としては20ミリリットル (mL) 未満が正常または軽症とされる。
  - 20mL < 前立腺体積 < 50mL は中等症、50mL 以上で重症とされる[3]。
- 尿流量測定ウロフロメトリー検査[2]
- 残尿量測定検査
  - 正常ではほぼ 0mLであるが、残尿量 (RV) 50mL未満が許容範囲とされる。< 50mL は軽症、50mL < RV < 100mL は中等症、RV ≧ 100mLは重症とされる[3]。
- 血中PSA検査（前立腺癌の腫瘍マーカー）
- 経肛門直腸診 = 肛門から指を入れ、直腸越しに前立腺を触診する[2]
- 血清クレアチニン

## 治療
症状を自覚しても日常で不便がなければ治療を要しない。日常生活に支障する場合は、体力や社会生活などに応じて日帰り手術など様々な治療法が選択される。外科的治療で尿道閉塞を解消した後も、約3割の症例で症状は解消しない。
- 薬剤
  - 交感神経α1遮断薬
  - 5α還元酵素阻害剤（ジヒドロテストステロン生成阻害剤）
  - 黄体ホルモン剤（抗アンドロゲン剤）
  - PDE-5阻害剤; タダラフィル（日本・米国FDA承認済）
- 民間療法:ノコギリヤシ[4]

対症療法
- 外科的手術
  - 経尿道的前立腺切除術 (TUR-P)[2]
- レーザー光線治療
  - ILCP（前立腺組織内凝固術）
  - VLAP（ビデオ直視下前立腺蒸散術）

### 超音波治療器（HIFU)での治療
米国FDAで前立腺肥大症に非推奨および英国NISEで不適応とされたHIFU治療器が承認を受けずに臨床で使用されているのを受けFDAは現Sonablate (元Focus Surgery, Focal Surgery,  Sonablade, Sonocare, Sonacare ...など多数の社名を遍歴）にまともにPMA（事前市場承認）を受けるよう警告書を提出した。前立腺肥大症で効果がないことが市場で認知されたあと該当社は前立腺尿道部分を焼損することは出来なかったが局所的に焦点を結ぶことで組織破壊は可能であるとして6代目のSonablate Inc.,名で前立腺がん治療機としてNIHの指定する治験項目でのPMA申請書類を2015年に提出したが外国人個人資本の従業員わずか数名で頻繁に役員が交代する小企業であり治験を実行できるような資本力はなく提出した事実を承認を受けたとして医療メディアなどを使って宣伝している。同機で前立腺がん治療を行っている施設をホームページに記載している。同社はインド人特許で倒産を繰り返し現在中国人個人資本で治験を続けている。外来処置費用はMediCareでカバーすることができるが手術費用は患者負担にしている施設が殆どで施術医師あるいは施設の収入となり治験とは言い難く機器も無料設置であるがメンテナンス費用名目で回収しているいわばほとんど無害の裏治療に近い形態のようである。常識的に考えてゴム弾性体による超音波消音及び吸収効果と同様に同じ圧縮性体でありさらに構造が複雑で組織密度もおのおの異なる人体内部に対しごく精密にエネルギー焦点を結ぶことは技術的にハードルが非常に高く原理の全く異なる画像診断機で見てその部分にエネルギー集中を行えると考えるのは容易ではあるが実際には物理的に不可能に近い。同社は展示会などのデモで水道水やアクリル・ブロックでの焦点振動実演を行っているが水や樹脂は非圧縮性体であるため３～４cmまでの短距離であれば焦点を結ぶ事ができる、これは物理に疎い素人騙しの例である。パラボラ・プローブの放出側に厚さ0.2mmのハム片を置いてもあの程度の径のパラボラから出力される超音波は完全に吸収されてしまい焦点は消失する。それほど出力は弱いのである。逆に出力を強力にすると反射効果でパラボラ面が加熱し接触皮膚表面を火傷する。なお同機は日本国内で「前立腺肥大症」について薬事承認を受けている、また「前立腺がん」についても個人負担の先進医療Bでの承認を受けている。書類が揃っていれば特定の医師治験でも承認が受けられる医者任せの日本の承認制度は一度承認を得ると効果がないとわかってもそのままであるのに対し米国NIH(行政）及びFDA(法執行）のようにきちんとした対応ができるようにする必要があるのではないかと思われる。PMAには期限が設けられており同様の原理を用いるExAblate 2000（InsighTec.,)というMRI治療器でアルツハイマー病につて2017年にPMA（市場試験）が認められ2023年7月期限で正式承認への最終報告が求められている。

## 獣医学領域での前立腺肥大症
5歳以上のイヌで見られることが多い。原因として加齢に伴うアンドロゲンとエストロゲン分泌の不均衡が考えられ、食欲不振、体重減少、血尿、排便困難を示す。治療には精巣摘出術や抗アンドロゲン
製剤の投与が行われる。